# Liste der Monuments historiques in Sarre-Union
Die Liste der Monuments historiques in Sarre-Union verzeichnet alle klassifizierten und eingetragenen Monuments historiques in der elsässischen Gemeinde Sarre-Union.

## Liste der Bauwerke
| Bezeichnung                            | Beschreibung | Standort                               | Kennzeichnung | Schutzstatus | Datum     | Bild           |
| -------------------------------------- | --- | -------------------------------------- | ------------- | ------------ | --------- | -------------- |
| Rathaus Neu-Saarwerden                 | 1701 gründete Ludwig Crato von Nassau-Saarbrücken mit Neu-Saarwerden ein neues Verwaltungszentrum für seine Besitzungen am linken Saarufer. Der Ort wurde mit einem Straßennetz rechtwinkliger Straßen errichtet. Mit der politischen Neuordnung nach der Französischen Revolution wurden Neu-Saarwerden und Bockenheim zu Saar-Union vereinigt. Das Rathaus hatte ausgedient und war bis 1956 protestantische Schule. Das Gebäude liegt an einem quadratischen Platz im Zentrum des Ortes. Es ist ein zweigeschossiger Putzbau mit Krüppelwalmdach und ursprünglich offener Säulenhalle. Der Zwischenraum der Säulen wurde ausgemauert und mit Rundbögen geschlossen. Das Gebälk und die äußersten Säulen blieben erhalten und sind sichtbar. Neun einfache Fensterachsen belichten die Langseite des Obergeschosses, fünf die Giebelseite. Eckquaderungen und Gesimse gliedern den historischen Bau. | Neusaarwerden, 1 rue de l'École (Lage) | PA00084927    | Inscrit      | 1934      | weitere Bilder |
| Rathaus Sarre-Union                    | Das Rathaus wurde 1684 auf Veranlassung von Ludwig XIV. erbaut, 1773 wurde es restauriert und leicht verändert. Der traufständige zweigeschossige Putzbau wird auf der Straßenseite im Erdgeschoss von drei Rundbögen beherrscht. Der mittlere dient als Eingang, die beiden äußeren sind mit Fenstern ausgefüllt und darunter mit einer Mauer mit einem schmiedeeisernen Geländer geschützt. | 34 Grand-Rue (Lage)                    | PA00084928    | Inscrit      | 1934      | weitere Bilder |
| Portal, Tür und Erker eines Wohnhauses | Das Haus in der Rue du Couvent ist ein zweigeschossiger traufständiger Putzbau mit drei Fensterachsen aus dem 17. Jahrhundert. Auffällig ist der Dreieckerker mit bekrönender Figur auf dem Dachabschluss, die ein weiteres Dach hält, das mit den Sohlbänken im Obergeschoss verkröpft ist. Das Portal besteht aus zwei kannelierten Pilastern, die ein Gebälk tragen. Darüber sitzt ein rechteckiges Giebelfeld mit Ornamenten und abschließender gerader Verdachung. | 6 rue du Couvent (Lage)                | PA00084929    | Inscrit      | 1934      | weitere Bilder |
| Portal mit Tür                         | Portal mit Ochsenkopf aus dem Jahr 1602 | 29 rue du Couvent (Lage)               | PA00084930    | Inscrit      | 1934      | weitere Bilder |
| Portal mit Tür                         | Auffällig gestaltetes Portal mit Resten von Blattwerk auf dem Sockel. Kannelierte Pilaster mit ionischen Kapitellen tragen ein Gebälk mit vegetabilem Ornament. | 22 rue Frédéric-Fluher (Lage)          | PA00084931    | Inscrit      | 1934      | weitere Bilder |
| Wohnhaus                               | Der zweigeschossige traufständige Putzbau wurde im dritten Viertel des 16. Jahrhunderts als Wintersitz des Vogts von Bockenheim Johannes Streiff von Laufenstein errichtet. Im 18. Jahrhundert wurde das Haus umgebaut. Erhalten blieb der polygonale Renaissance-Erker, der sich über beide Geschosse erstreckt. Das Portal ist vom Barock inspiriert und besitzt ein Lünettenfenster mit Gitter davor. | 11 Grand-Rue (Lage)                    | PA00084933    | Inscrit      | 1934 1993 | weitere Bilder |
| Tür                                    | Unter Denkmalschutz steht die Tür zum Hof aus dem Jahr 1560. | 9 Grand-Rue (Lage)                     | PA00084932    | Inscrit      | 1934      | weitere Bilder |
| Erker                                  | Das Gebäude in der Grand-Rue 25 ist ein schmaler dreigeschossiger Putzbau mit drei Achsen im Erdgeschoss und zwei in den beiden Obergeschossen. Im ersten Stock sitzt ein dreieckiger Erker, der von einer Konsole mit Figur getragen wird. In den Feldern unterhalb der Fenster sitzt eine Kartusche mit Kopf und ein brütender Vogel. Die Jahreszahl 1620 gibt das Erbauungsdatum an. | 25 Grand-Rue (Lage)                    | PA00084934    | Inscrit      | 1934      | weitere Bilder |
| Erker                                  | Der traufständige dreigeschossige Putzbau mit fünf Achsen wurde in der zweiten Hälfte des 17. Jahrhunderts erbaut. Man betritt das Gebäude über ein barockes Portal, das über eine gegenläufige Freitreppe zugänglich ist. Sohlbankgesimse verbinden die Fenster der Obergeschosse. Zwischen dritter und vierter Fensterachse sitzt im Erd- und im ersten Obergeschoss eine polygonale Auslucht. | 37 Grand-Rue (Lage)                    | PA00084935    | Inscrit      | 1934      | weitere Bilder |
| Portal mit Treppe                      | Das barocke Portal sitzt in einem alten Lothringer Bauernhaus aus dem 18. Jahrhundert mit zwei Geschossen und Scheune. Es besteht aus zwei Pilastern, die die Tür rahmen. Voluten tragen eine gerade Verdachung, über der ein Lünettenfenster sitzt. Darüber sitzt eine weit auskragende gerade Verdachung, die von einem Rundgiebel überspannt wird und gesprengt ist. Hier sitzt eine Pute mit Rankornament. | 1 rue des Potiers (Lage)               | PA00084936    | Inscrit      | 1934      | weitere Bilder |
| Portal                                 | Das ursprünglich für den Hufschmied des Ortes errichtete Gebäude entstand im ersten Viertel des 17. Jahrhunderts. Sein aufwendig verziertes Portal mit Pilastern und Giebelfeld ist stark von der Renaissance beeinflusst. | 1 rue du Presbytère (Lage)             | PA00084937    | Inscrit      | 1934      | weitere Bilder |
| Wohnhaus                               | Der schmale dreigeschossige Putzbau wurde 1764 errichtet. Auffällig ist der mit Voluten verzierte Schweifgiebel. Auf der Giebelseite sitzt im Erdgeschoss ein kleiner Renaissanceerker auf einem breiten Sockel. Auf der Gebäuderückseite sitzt ein weiterer dreigeschossiger Erker mit Reliefs. | 1 rue des Tourneurs (Lage)             | PA00084938    | Inscrit      | 1934      | weitere Bilder |
| Wohnhaus                               | Aufwendig gestaltetes Portal mit gewundenen Pilastern und Akanthusblättern im Gebälk. Das 1740 als Apotheke errichtete Haus ist heute ein Wohngebäude. Löwen flankieren das Portal des zweigeschossigen Putzbaus mit heute fünf Achsen. | 14 rue de Verdun (Lage)                | PA00084939    | Inscrit      | 1934      | weitere Bilder |
| Portal                                 | Der zweigeschossige traufständige Putzbau mit Krüppelwalmdach wurde 1707 errichtet und dient bis heute als Gasthaus. Das auffällige Portal wird von zwei Pilastern mit korinthischen Kapitellen getragen. Im Feld dazwischen Spruch mit Brauerwappen. Über einem profilierten Gebälk Ornamentfeld mit Zahnfries und gerader Verdachung, die von Quadern mit Engelsköpfen getragen wird. | 16 rue de Verdun (Lage)                | PA00084940    | Inscrit      | 1934      | weitere Bilder |
| Portal                                 | Das Portal ist dem in der Rue de Verdun 16 sehr ähnlich. Die Eingangstür wird von zwei Pilastern mit korinthischen Kapitellen auf hohen Sockeln getragen. Über einem profilierten Gebälk Ornamentfeld mit Zahnfries und gerader Verdachung, die von Quadern mit Engelsköpfen getragen wird. | 25 rue de Verdun (Lage)                | PA00084941    | Inscrit      | 1934      | weitere Bilder |
| Wohnhaus, Schäferei                    | Der zweigeschossige Putzbau mit Krüppelwalmdach wurde 1714 für Johannes Heinrich Karcher und seine Ehefrau geschaffen. Im Zentrum der sieben Achsen sitzt im Erdgeschoss ein Eingangsportal. Die Eingangstür wird von zwei Pilastern mit Knospenkapitellen getragen. Dazwischen liegt ein Feld mit Inschrift der Besitzer und einem Schaf mit Banner in einer Kartusche. Über einem profilierten Gebälk Ornamentfeld mit gerader Verdachung, die von Quadern mit Engelsköpfen getragen wird. Darüber sitzt ein Bogengiebel der von Kugeln auf Sockeln flankiert wird. | 27 rue de Verdun (Lage)                | PA00084942    | Inscrit      | 2011      | weitere Bilder |
| Ehemalige reformierte Kirche           | Die Kirche wurde 1750/51 errichtet und sollte den in die evangelische Grafschaft Saarwerden geflüchteten Hugenotten als Gotteshaus dienen. Die Querhauskirche ist mit Segmentbogenfenstern ausgestattet. Ein barockes Portal mit Ädikula und Rundbogen bildet den Eingang zu dem Rechtecksaal. Darüber sitzt ein Okulus. Hinter dem querrechteckigen Gebäuderiegel sitzt ein eingezogener Anbau. Sandsteinlisenen gliedern den Putzbau. Architekt des Gebäudes war wahrscheinlich Friedrich Joachim Stengel. | Rue des Églises (Lage)                 | PA00084943    | Inscrit      | 1923      | weitere Bilder |

## Liste der Objekte
| Bezeichnung                                   | Beschreibung                                                                             | Standort                        | Kennzeichnung | Schutzstatus | Datum | Bild           |
| --------------------------------------------- | ---------------------------------------------------------------------------------------- | ------------------------------- | ------------- | ------------ | ----- | -------------- |
| Gemälde Auferstehung                          | Ölfarbe auf Leinwand, 18. Jahrhundert                                                    | in der Kirche St-Louis (Lage)   | PM67001445    | Inscrit      | 2000  |                |
| Skulptur Maria Immaculata                     | Prozessionsfigur; Holz, farbig gefasst und vergoldet, zweite Hälfte des 18. Jahrhunderts | in der Kirche St-Louis (Lage)   | PM67001443    | Inscrit      | 2000  |                |
| Gemälde Emmauspilger                          | Ölfarbe auf Leinwand, 18. Jahrhundert                                                    | in der Kirche St-Louis (Lage)   | PM67001446    | Inscrit      | 2000  |                |
| Gemälde Mariä Verkündigung                    | Ölfarbe auf Leinwand, 18. Jahrhundert                                                    | in der Kirche St-Louis (Lage)   | PM67001444    | Inscrit      | 2000  |                |
| Betstuhl                                      | Eichenholz, erste Hälfte des 18. Jahrhunderts                                            | in der Kirche St-Louis (Lage)   | PM67000892    | Classé       | 2001  |                |
| Chorbänke                                     | Eichenholz, drittes Viertel des 18. Jahrhunderts                                         | in der Kirche St-Georges (Lage) | PM67000898    | Classé       | 2001  | weitere Bilder |
| Kelch                                         | Silber, vergoldet, vor 1797                                                              | in der Kirche St-Georges (Lage) | PM67001428    | Inscrit      | 2000  |                |
| Grabstein für Johannes Franziskus von Kiecler | Granit, 1741                                                                             | in der Kirche St-Georges (Lage) | PM67001430    | Inscrit      | 2000  |                |
| Orgel                                         | 1717 gebaut                                                                              | in der Kirche St-Georges (Lage) | PM67001082    | Classé       | 1975  | weitere Bilder |
| Orgelprospekt                                 | 1717 gebaut                                                                              | in der Kirche St-Georges (Lage) | PM67000267    | Classé       | 1975  | weitere Bilder |
| Kelch                                         | Silber, vergoldet, Halbedelsteine, Email, zwischen 1787 und 1789                         | in der Kirche St-Georges (Lage) | PM67000900    | Classé       | 2001  |                |
| Gemälde Der heilige Georg besiegt den Drachen | Ölfarbe auf Leinwand, vergoldeter Holzrahmen, 1757                                       | in der Kirche St-Georges (Lage) | PM67000783    | Classé       | 1997  |                |
| Kelch                                         | Silber, vergoldet, 1796                                                                  | in der Kirche St-Georges (Lage) | PM67001427    | Inscrit      | 2000  |                |
| Kirchenbänke                                  | Eichenholz, 18. Jahrhundert                                                              | in der Kirche St-Georges (Lage) | PM67001434    | Inscrit      | 2000  |                |
| Sakristeischrank                              | Eichenholz, erste Hälfte des 18. Jahrhunderts                                            | in der Kirche St-Georges (Lage) | PM67001436    | Inscrit      | 2000  |                |
| Gemälde Kreuzabnahme                          | Ölfarbe auf Leinwand, vergoldeter Holzrahmen, 19. Jahrhundert                            | in der Kirche St-Georges (Lage) | PM67001440    | Inscrit      | 2000  |                |
| Kelch, Patene und Ziborium                    | Silber, vergoldet, um 1800                                                               | in der Kirche St-Georges (Lage) | PM67001429    | Inscrit      | 2000  |                |
| Kreuzigungsgruppe                             | Holz, farbig gefasst, Anfang des 18. Jahrhunderts                                        | in der Kirche St-Georges (Lage) | PM67001437    | Inscrit      | 2000  |                |
| Gemälde Anbetung der Hirten                   | Ölfarbe auf Leinwand, vergoldeter Holzrahmen, 18. Jahrhundert                            | in der Kirche St-Georges (Lage) | PM67001439    | Inscrit      | 2000  |                |
| Ziborium                                      | Silber, vergoldet, Ende des 18. Jahrhunderts                                             | in der Kirche St-Georges (Lage) | PM67001442    | Inscrit      | 2000  |                |
| Drei Beichtstühle                             | Eichenholz, drittes Viertel des 18. Jahrhunderts                                         | in der Kirche St-Georges (Lage) | PM67000899    | Classé       | 2001  | weitere Bilder |
| Hauptaltar                                    | Altartisch und Tabernakel; Marmor und Metall, 1756                                       | in der Kirche St-Georges (Lage) | PM67001431    | Inscrit      | 2000  | weitere Bilder |
| Kanzel                                        | Sandstein und Holz, bemalt, 1578                                                         | in der Kirche St-Georges (Lage) | PM67001432    | Inscrit      | 2000  | weitere Bilder |
| Taufbecken                                    | Sandstein, Anfang des 17. Jahrhunderts                                                   | in der Kirche St-Georges (Lage) | PM67001433    | Inscrit      | 2000  |                |
| Konsole                                       | Holz, Marmor, drittes Viertel des 18. Jahrhunderts                                       | in der Kirche St-Georges (Lage) | PM67001435    | Inscrit      | 2000  |                |
| Pietà                                         | Holz, farbig gefasst und vergoldet, erste Hälfte des 18. Jahrhunderts                    | in der Kirche St-Georges (Lage) | PM67001438    | Inscrit      | 2000  | weitere Bilder |
| Gemälde Mariä Himmelfahrt                     | Ölfarbe auf Leinwand, vergoldeter Holzrahmen, 19. Jahrhundert                            | in der Kirche St-Georges (Lage) | PM67001441    | Inscrit      | 2000  |                |